# Sunzendorf
Sunzendorf ist ein abgekommener Ort in der Statutarstadt Wiener Neustadt, Niederösterreich.
Der Ort scheint urkundlich zwischen 1190 und 1321 auf, wo zuletzt 19 Grundholde (Besitzer von Äckern) genannt wurden. Der Ort dürfte nach 1321 verödet sein und hat sich südlich von Wiener Neustadt befunden, wo er zusammen mit Kotzdorf auch bei Katzelsdorf genannt wurde.